# Койбагар (озеро, Костанайская область)
Койбага́р (Кайбагар; каз. Қойбағар) — бессточное озеро в Карасуском районе Костанайской области Казахстана в 5 км к востоку от села Карасу. Относится к бассейну реки Убаган. В 2009 году озеро было признано Рамсарским угодьем в составе Койбагар-Тюнтюгурской системы озёр.

## Описание
Озеро Койбагар расположено на Тургайском плато. В озеро впадает река Карасу и лог Суйгенсай. У северного берега — болото Койбагар. На восточном берегу озера находится село Суйгенсай, на северном — село Жумагул.
Площадь озера составляет около 96 км², по другим данным — 127 км² (может существенно изменяться в зависимости от уровня воды). Глубина преимущественно 1,3—1,5 м. Расположено на высоте 202 м. Берега в основном низменные. В летний период вода солоноватая. Центральный плёс озера Койбагар открытый с редким тростником. При падении уровня воды на нём появляются несколько островков.
Озеро Койбагар, как и соседнее озеро Тюнтюгур, расположено в Тюнтюгурской впадине. Эта котловина связана с ложбиной, сформированной в результате тектонических процессов и эрозии и позднее заполненной мезокайнозойскими отложениями. Котловина озёр имеет высокие береговые обрывы — 3-4 м, в некоторых местах — до 10 м.
Целинные земли в окрестностях подвергаются распашке, вследствие чего усилилось заполнение озера наносными отложениями. Питание озера преимущественно снеговое за счёт весеннего стока талых вод по реке Карасу. Зимой озеро замерзает, в самые холодные зимы толщина льда достигает 1,3 м. С момента освобождения озера ото льда весной до замерзания осенью Койбагар теряет на испарение около 0,9 м воды, но полностью не пересыхает.

## Природа
На озере гнездятся 39 видов водоплавающих и околоводных птиц. Из них наиболее массовые серый гусь, кряква, серая утка, чирок-трескунок, красноголовый нырок, хохлатая чернеть, лысуха. Обитают здесь и млекопитающие, преимущественно грызуны, в частности сурок байбак. Из пресмыкающихся встречается степная гадюка. Обитают 8-10 видов рыб, распространены щука и окунь.
В 2005 году Койбагар-Тюнтюгурской системы озёр была включена в перечень объектов охраны окружающей среды, имеющих особое экологическое, научное и культурное значение. В 2006 году систему озёр включили в список водных объектов природно-заповедного фонда Республики Казахстан. В 2009 году Койбагар-Тюнтюгурская система озёр была признана Рамсарским угодьем (международно значимым водным угодьем).